# DSB řada MZ
Lokomotivy řady MZ byly dodány Dánským státním drahám v letech 1967 - 1978 v počtu 61 kusů. Lokomotivy dodala švédská firma NOHAB v licenci GM - EMD ve čtyřech sériích. Lokomotivka tak navázala na předchozí úspěšné dodávky lokomotiv řad MY a MX.
Značná část roku již byla odprodána soukromým dopravcům mimo Dánsko. Ve Švédsku jezdí pod označením TMZ u Svensk Tågteknik, Vida, TÅGAB, TGOJ, Inlandsgods a BaneService, v Norsku u Jernbaneverket a u Lachlan Valley Rail Freight v Austrálii. Kromě muzejních strojů byly lokomotivy, které zůstaly v Dánsku, převedeny v roce 2001 do společnosti Railion Danmark.

## Série

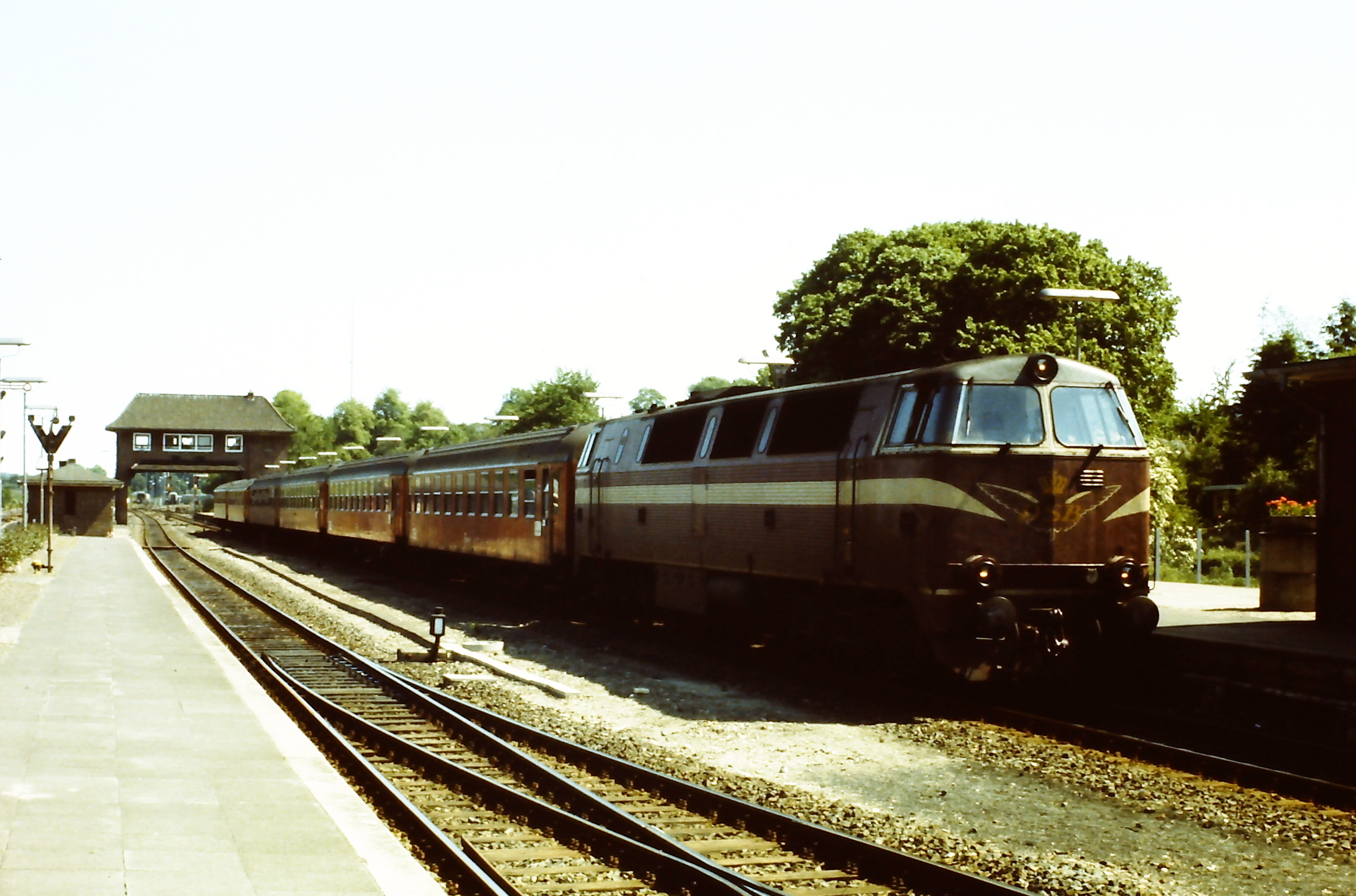
MZ 1418

MZ I byla vyrobena v letech 1967–1969 v počtu 10 kusů, každá v ceně 2,4 milionu DKK. Stroj (MZ 1401) se nachází v muzeu DSB, ostatní byly prodány do Švédska.
MZ II byla dodána v roce 1970 v počtu 16 kusů. Měla stejný vzhled a většinu shodných parametrů s I. sérií. Část lokomotiv byla prodána do Švédska, část přešla pod Railion Dánsko.
MZ III byla vyrobena v počtu 20 kusů v letech 1972–1974. Lehce se lišily vzhledem od předchozích sérií a měly vyšší výkon i maximální rychlost. Dvě z nich byly prodány do Španělska (Comsa), 16 Independent Rail (dříve LVRF) do Austrálie. Zbylé dvě získala dánská společnost Contec.
MZ IV v počtu 15 kusů z let 1977-1978 se od III. série lišila pouze mírně vzhledem. Dvě byly prodány TÅGAB (Švédsko), zbytek získal Railion Danmark.